# Campionato portoghese femminile di pallanuoto
Il campionato portoghese maschile di pallanuoto è un insieme di tornei pallanuotistici maschili nazionali istituiti dalla Federação Portuguesa de Natação (FPN). I campionati sono suddivisi e organizzati su vari livelli. La massima divisione è la I. Divisão. 

## Albo d'oro
- 1988:  Sport Algés e Dafundo
- 1989:  CDUP
- 1990:  Sport Algés e Dafundo
- 1991:  CDUP
- 1992:  Sport Algés e Dafundo
- 1993:  Sport Algés e Dafundo
- 1994:  Sport Algés e Dafundo
- 1995:  CDUP
- 1996:  Sport Algés e Dafundo
- 1997:  Sport Algés e Dafundo
- 1998:  Sport Algés e Dafundo
- 1999:  Sport Algés e Dafundo
- 2000:  Sport Algés e Dafundo
- 2001:  Sport Algés e Dafundo
- 2002:  C.N. Amadora
- 2003:  Portuense
- 2004:  Portuense
- 2005:  Portuense
- 2006:  Portuense

- 2007:  Portuense
- 2008:  Portuense
- 2009:  Salgueiros
- 2010:  Salgueiros
- 2011:  C.N. Amadora
- 2012:  Portuense
- 2013:  Portuense
- 2014:  C.N. Amadora
- 2015:  Portuense
- 2016:  Portuense
- 2017:  Portuense
- 2018:  Portuense
- 2019:  Benfica
- 2020: non assegnato
- 2021:  Benfica
- 2022:  Benfica
- 2023:  Benfica
- 2024:  Benfica
- 2025:  Benfica

## Vittorie per squadra
Aggiornato al 2025.
| Pos. | Squadra               | Vittorie |
| ---- | --------------------- | -------- |
| 1    | Portuense             | 12       |
| 2    | Sport Algés e Dafundo | 11       |
| 3    | Benfica               | 6        |
| 4    | CDUP                  | 3        |
| 4    | C.N. Amadora          | 3        |
| 6    | Salgueiros            | 2        |